# Pim (fiume)
Il Pim (in russo  Пим?) è un fiume della Russia, nella Siberia occidentale, affluente di destra del Ob'. Scorre nel Surgutskij rajon nel Circondario autonomo degli Chanty-Mansi-Jugra (Oblast' di Tjumen').

## Descrizione
Il Pim ha origine dal lago Pim-Taj-Lor (озеро Пим-Тый-Лор) a un'altitudine di 142 m sul livello del mare, nel versante meridionale degli Uvali siberiani, un modesto rilievo ad andamento collinare che si estende a nord-est del corso dell'Ob'. Scorre in direzione sud attraverso la taiga paludosa del bassopiano della Siberia occidentale; il corso è molto tortuoso con molte anse. La lunghezza del fiume è di 390 km; l'area del bacino è di 12 700 km². La portata media annua del fiume alla foce è di 85,36 m³/s. Sfocia nell'Ob, sulla destra, circa 80 km a ovest di Surgut.
Suoi principali affluenti sono: Ėntl'-Juchlyng"jaun (Энтль-Юхлынгъяун), Aj-Pim (Ай-Пим), Sortympim (Сортымпим), Vočing"jaun (Вочингъяун), da destra; Mil'ton"jaun (Мильтонъяун), Tutlejm"jaun (Тутлеймъяун), Tosamyjacha (Тосамыяха) da sinistra.
Lungo il fiume si trova la cittadina di Ljantor (Лянтор) e il villaggio di Nižnesortymskij (Нижнесортымский). Nell'area del bacino fluviale ci sono vari campi petroliferi. Il Pim è navigabile negli ultimi 80 km del tratto inferiore. Alimentato principalmente dalle precipitazioni nevose, è gelato dalla seconda metà di novembre a maggio.